# Charles Joseph Chaput

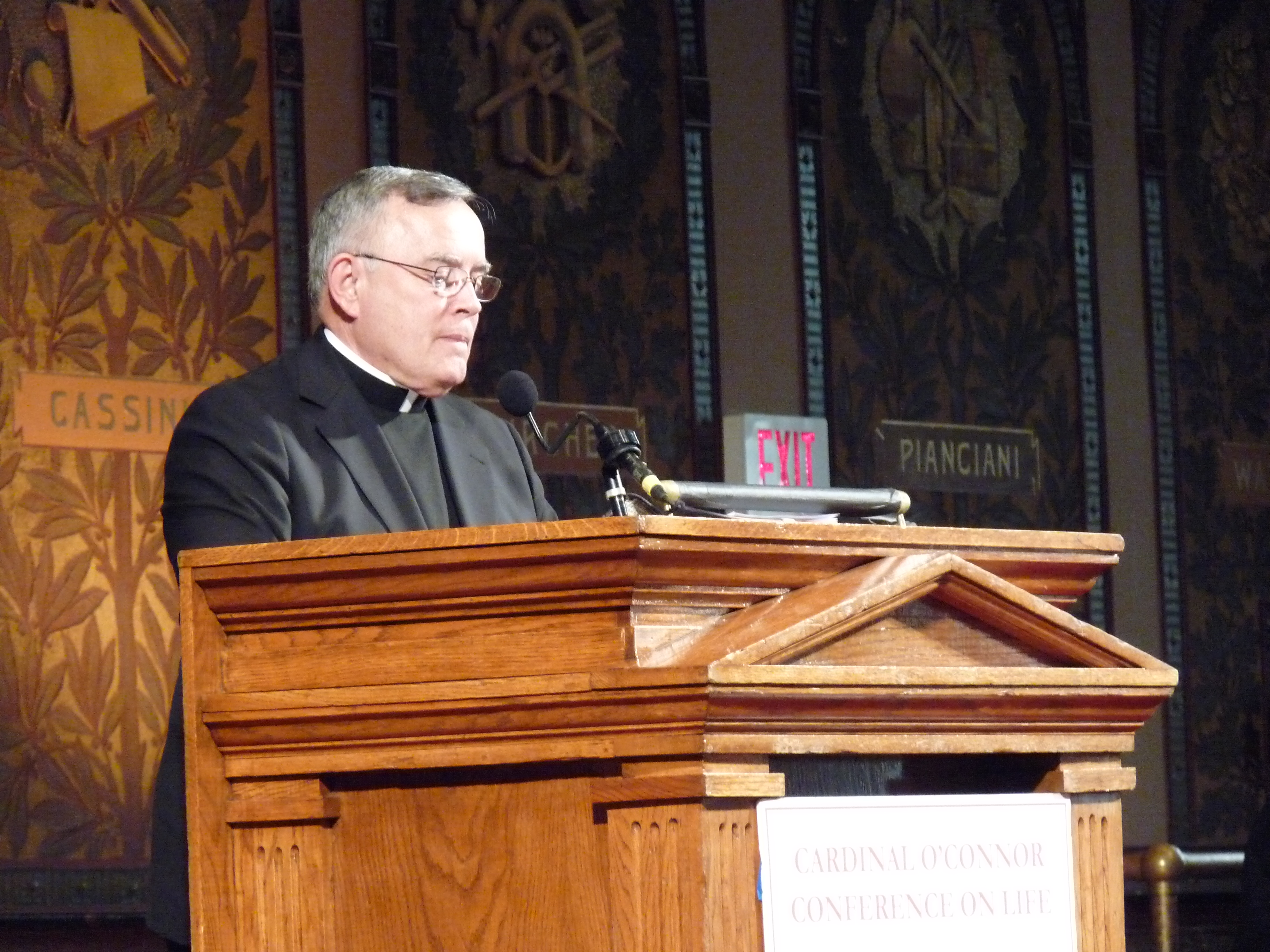
Charles Joseph Chaput (2011)

Erzbischofswappen von Charles Joseph Chaput

Charles Joseph Chaput OFMCap (* 26. September 1944 in Concordia, Kansas, USA) ist ein US-amerikanischer Ordensgeistlicher und emeritierter römisch-katholischer Erzbischof von Philadelphia.

## Leben
Charles Joseph Chaput trat 1965 dem Kapuzinerorden bei. Nach seiner theologischen Ausbildung studierte er Philosophie am St. Fidelis College Seminary in Herman, Pennsylvania, und Psychologie an der Catholic University in Washington D.C. sowie Erziehungswissenschaften am Capuchin College in Washington D.C. Am 29. August 1970 empfing er durch den Bischof von Salina, Cyril Vogel, die Priesterweihe. 1971 absolvierte er den Master in Theologie an der University of San Francisco. Er war von 1971 bis 1974 als Professor an St. Fidelis tätig und von 1974 bis 1977 Kommunikationschef der Ordensprovinz der Kapuziner bei Pittsburgh. 1977 wurde er Pfarrer in der Gemeinde Holy Cross Parish in Thornton, Colorado, sowie zudem Vikar der Ordensprovinz der Kapuziner für die Mitte Amerikas. Er wurde 1980 Sekretär und Finanzbeauftragter der Ordensprovinz und schließlich 1983 Provinzial.
Papst Johannes Paul II. ernannte ihn zum Bischof von Rapid City, South Dakota. Die Bischofsweihe spendete ihm am 26. Juli 1988 der damalige Apostolische Pro-Nuntius Pio Laghi. Mitkonsekratoren waren John Robert Roach, Erzbischof von Saint Paul and Minneapolis, und James Francis Stafford, damals Erzbischof von Denver.
Am 18. März 1997 wurde Chaput zum Erzbischof von Denver ernannt. Er gewann durch seine ausgesprochene Treue zum Heiligen Stuhl bald ein nationales Profil; als andere Bistümer ihre Priesterseminarien wegen Hörermangels schließen mussten, gründete er 1999 das St. John Vianney Theological Seminary und gliederte es in die Päpstliche Lateranuniversität ein. In den Jahren von 1998 bis 2011 weihte Chaput 71 Priester für die Erzdiözese Denver. Eine weitere erfolgreiche Bildungsinitiative war die das Augustinus Institut, eine von Laien betriebene Katechetenakademie für Laien, die sich an der Neuevangelisierung Nordamerikas beteiligen wollen.
Chaput trat wiederholt im internationalen Austausch auf. Er war Mitglied der U.S. Commission on International Religious Freedom (2003–2006). 2005 nahm er an der Antisemitismus-Konferenz der OSCE in Córdoba teil. 2009 wurde er mit der Canterbury Medal für die Förderung der Religionsfreiheit ausgezeichnet.
Chaput gehört den Boards of Directors des religiösen Fernsehsenders EWTN, des St. John Vianney Theological Seminary in Northern Colorado, der Fellowship of Catholic University Students, der Catholic Association of Latino Leaders und der World Youth Alliance International an.
Chaput wurde wiederholt bei prominenten disziplinären Verhandlungen vom Papst zum Visitator ernannt. 2005/2006 war er Apostolischer Visitator der nordamerikanischen Priesterseminare, 2007 visitierte er das australische Bistum Toowoomba, infolgedessen Bischof William Martin Morris zurücktreten musste. 2009/2010 wirkte er bei der Visitation der Legionäre Christi mit.
Am 19. Juli 2011 wurde Chaput zum Erzbischof von Philadelphia ernannt und am 8. September 2011 installiert.
Charles Joseph Chaput gehört dem Indianerstamm der Prairie Band of the Potawatomi an. Er ist nach Donald Edmond Pelotte der zweite Native American, der in den USA zum Bischof geweiht wurde; er ist der erste mit diesem ethnischen Hintergrund, der Erzbischof wurde.
Im Januar 2017 ermahnte Chaput beim Streit um den Einreisestopp für Menschen aus sieben mehrheitlich muslimischen Ländern Kritiker von US-Präsident Donald Trump zur Mäßigung. Er sah hinter der Kritik an Trump eine „spezielle Sorte progressiver Intoleranz, die dem neuen Zugang dieser Regierung zu einer Reihen von schwierigen sozialen Fragen gilt“, womit er vor allem das Thema Abtreibung ansprach. Gleichzeitig bezeichnete er Trumps Positionen zur Einwanderungspolitik als „beunruhigend“.
Am 23. Januar 2020 nahm Papst Franziskus seinen altersbedingten Rücktritt an.

## Positionen
Chaput verkündete mehrmals, dass Katholiken, „die im Stand der schweren Sünde leben oder die Lehre der Kirche leugnen“, sich freiwillig vom Kommunionempfang zurückhalten sollten.
In einem Interview mit zwei Journalisten der New York Times sagte Chaput 2004, dass es als sündhaftes Verhalten gelte, den Präsidentschaftskandidaten John Kerry zu wählen, da Kerry ein Unterstützer der Abtreibung sei. Chaput gilt seither als politisch engagierter Bischof und wird dafür auch kritisiert.
Chaput kritisierte wiederholt Barack Obama, ebenso aufgrund dessen Abtreibungspolitik. Er warf ihm vor, „die amerikanische Kultur in den Bereichen Ehe, Familie, Sexualität, Bioethik und Religion im öffentlichen Leben umpolen zu wollen“.
Erzbischof Chaput sprach sich im Rahmen der „Jugendsynode“ im Oktober 2018 gegen die Verwendung der Abkürzung LGBT in kirchlichen Dokumenten aus.
Chaput pflegt Kontakte zum Napa-Institut.

## Werke (Auswahl)
- Render Unto Caesar. Serving the Nation by Living Our Catholic Beliefs in Political Life. Random House, New York, 2008, ISBN 978-0-385-52228-1.
- Living the Catholic Faith: Rediscovering the Basics. Charis Books, Ann Arbor (Michiganm), 2001, ISBN 1-56955-191-X.